# ديبيوسي (أودمورتيا)
ديبيوسي (بالروسية: Дебёсы) هي مدينة في جمهورية أودمورتيا في روسيا.
يبلغ عدد سكانها حوالي 5693 نسمة.